# Pensionnats pour Autochtones au Canada

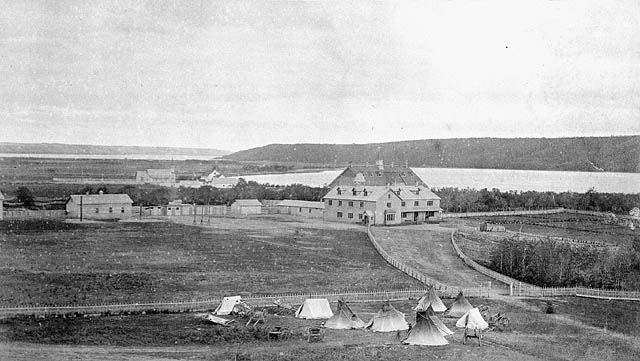
Pensionnat indien de Qu'Appelle.

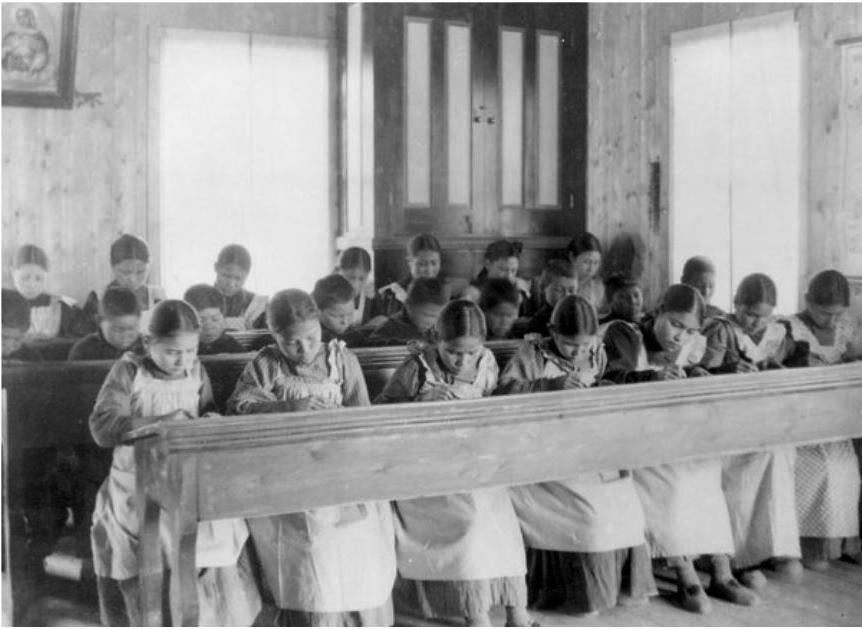
Fort Resolution.

Les pensionnats autochtones, pensionnats indiens,, ou écoles résidentielles, étaient une forme d'enseignement public en internat destiné aux Autochtones au Canada. Il s'agissait d'institutions destinées à scolariser, évangéliser et assimiler les enfants autochtones. Au cours du XXe siècle, le Département des Affaires Indiennes encouragea le développement des internats pour autochtones afin de favoriser leur assimilation. Cette pratique, qui séparait les enfants de leur famille, a été décrite comme le fait de « tuer l'indien dans l'enfant ». Bien plus que des écoles, ces pensionnats étaient des « centres d’endoctrinement culturel » selon Murray Sinclair, président de la Commission vérité et réconciliation.
Ils se sont répandus avec la création en 1831 du Mohawk Institute, à Brantford (Ontario) et se sont maintenus durant plus d'un siècle et demi, le dernier ayant fermé ses portes en novembre 1996. Au total, 150 000 enfants métis, inuit et membres des Premières Nations ont dû les fréquenter. Une bonne partie de ceux-ci n'ont jamais retrouvé leur famille. Entre 3 000 et 6 000 y sont morts.
Cette institution a laissé des séquelles très graves sur les peuples autochtones : « Loin de leur famille et de leur communauté, sept générations d’enfants autochtones ont été privés de leur identité à la suite d’efforts systématiques et concertés visant à anéantir leur culture, leur langue et leur esprit. » Ce système a porté atteinte à leur respect de soi et a « miné leur capacité à s’occuper des tâches quotidiennes de la vie. »
Le même système a existé aux États-Unis, où l'on dénombre 360 pensionnats autochtones, avec des conséquences également traumatisantes, mais les efforts des Autochtones américains pour obtenir la création d'une commission de Vérité et Réconciliation similaire à celle du Canada n'ont pas abouti.

## Début de l’assimilation
C’est pour évangéliser et assimiler les populations autochtones que le gouvernement fédéral et les Églises ont instauré les pensionnats autochtones. En créant ces écoles, ils ont voulu imposer de nouvelles valeurs et croyances, donner une éducation « appropriée » ainsi qu'instaurer une discipline orientée vers le travail industriel chez les enfants autochtones. Les conditions de vie des pensionnats étaient très difficiles et plusieurs pensionnaires en ont conservé des séquelles psychologiques importantes.
Le terme « pensionnat autochtone » regroupe les écoles industrielles où étaient enseignés divers métiers, les pensionnats, les foyers scolaires, les maisons d’hébergement, les logements chez un particulier et les écoles résidentielles. Au Québec, pour qu’un pensionnat autochtone soit reconnu comme tel, l’enfant doit avoir été placé dans un pensionnat hors de son foyer familial. De plus, le Canada doit avoir été conjointement et exclusivement responsable du fonctionnement du pensionnat et de la garde des pensionnaires.
En 1857, le gouvernement colonial a mis en place une loi intitulée Act for the Gradual Civilization of the Indian Tribes in the Canadas. Cette loi a comme but d’imposer des restrictions sur les actions des autochtones, comme posséder une terre et de l’alcool. De plus, cette loi permettait à un Indien de sexe masculin, de l’Ontario et du Québec, qui parlait couramment l’anglais ou le français et qui n’avait pas de dettes, d’être reconnu comme un citoyen canadien à part entière. Après quoi, il « s’émancipait » de son statut d’Indien. Il pouvait se voir attribuer une terre de cinquante acres dans une réserve. Cependant, celui qui « s’émancipe » de son titre n’obtient, tout de même, pas un droit de vote. Cette politique avait comme but de réduire la superficie des réserves et, de ce fait même, réduire le nombre d’Indiens dans ces provinces.

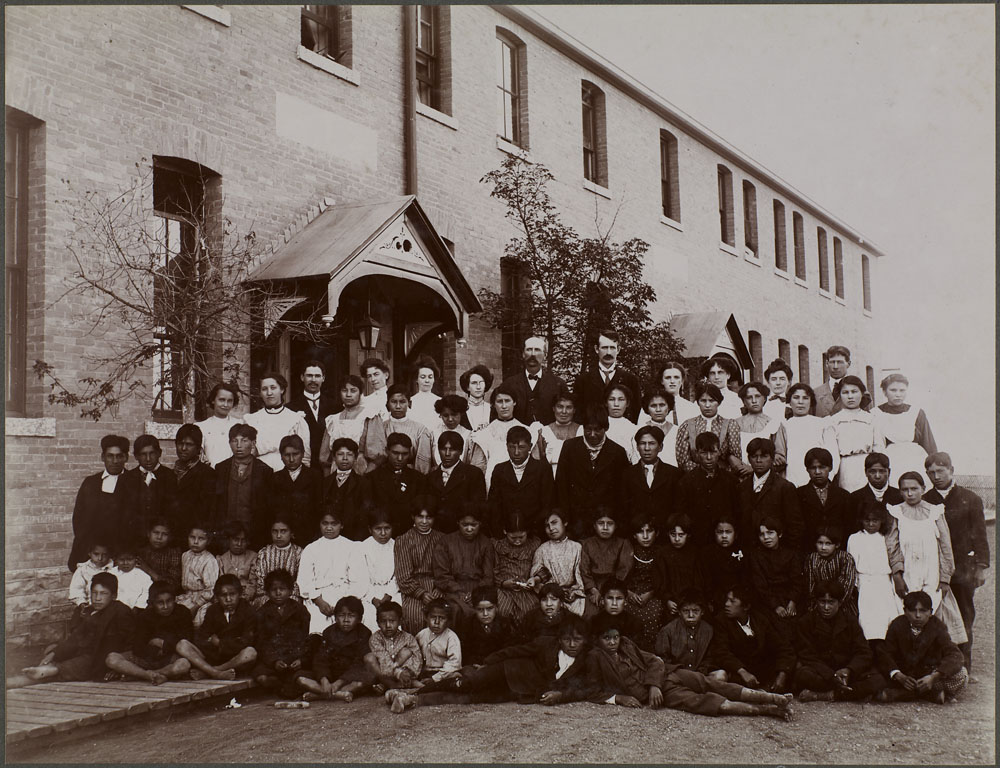
Les élèves ainsi que le personnel d'un pensionnats autochtones à Regina en Saskatchewan en 1908.

Les Autochtones étaient considérés comme des personnes que l’on devait civiliser. Le premier pensionnat est créé en Colombie-Britannique en 1863, mais le régime des pensionnats est officiellement instauré en 1892, par suite d'ententes avec les clergés catholique, anglican, méthodiste et presbytérien.
En 1876, le gouvernement fédéral du Canada adopte une loi initialement désignée « Acte des Sauvages », définissant sa responsabilité fiduciale envers les « Indiens » résidant dans une réserve. Cet acte visait également à libérer les territoires pour faire place aux nouveaux colons. Cependant, cette loi n’aurait pas été signée au Québec. En 1883, le premier ministre John A. Macdonald autorise la mise en œuvre de pensionnats, un système conçu pour couper tout lien entre les jeunes autochtones et leur culture, et pour les isoler de leur milieu familial. Le gouvernement canadien et le Département des Affaires Indiennes sont ceux qui ont démarré le projet des pensionnats. En fait, ils se sont assignés responsables des communautés autochtones depuis l’Acte de l’Amérique du Nord Britannique. En 1884, un amendement de la Loi sur les Indiens permet au Canada de créer et financer des pensionnats, gérés par le gouvernement et les églises catholique, anglicane, méthodiste, presbytérienne et unie,.
En vertu de la loi sur les Indiens modifiée en 1920 sous la direction de Duncan Campbell Scott (en), tous les enfants des Premières Nations âgés de 7 à 15 ans devaient fréquenter une école ou un pensionnat autochtone au moins 10 mois par année. Cette loi fédérale a été ignorée pendant longtemps au Québec pour plusieurs facteurs, soit le refus de la province d’assumer la charge mise en place de cette scolarisation, le manque d’intérêt envers les peuples autochtones et la crise économique de 1929. De plus, le coût de construction  des pensionnats était élevé. Au Québec, les pensionnats autochtones ont commencé leurs opérations une quinzaine d’années à la suite de la Loi sur les Indiens. Lorsque ceux-ci furent achevés, plusieurs parents autochtones ne voyaient pas l’intérêt d’une éducation plus poussée pour leurs enfants au-delà du grade primaire, car la demande pour l’enseignement secondaire existait seulement depuis quelques années, donc plusieurs enfants passaient inaperçus dans le système, .Ce sont les Oblats de Marie Immaculée, qui, au début des années 1950, ont reçu l’autorisation du gouvernement fédéral de prendre la responsabilité de ces pensionnats.
Si de nombreux établissements étaient francophones au tournant du XXe siècle, le gouvernement fédéral décida d'imposer l'anglais en 1910 comme unique langue d'enseignement.
En 1945, le gouvernement fédéral cessa de verser une allocation familiale aux familles dont les enfants ne fréquentaient pas l’école, ce qui était un autre moyen de rendre obligatoires la fréquentation scolaire et l’assimilation.
En 1951, la réforme sur la Loi sur les Indiens prônait l’abolition des pensionnats et l’intégration des enfants autochtones dans les écoles provinciales. Cependant, les Oblats de Marie Immaculée auraient milité pour garder ce système au Québec. Selon eux, les écoles traditionnelles n’auraient pas été « outillées » adéquatement pour recevoir des élèves autochtones.
Les ententes avec les clergés sont abolies en 1969 par le Livre blanc de 1969 sur la politique indienne du gouvernement du Canada, déposé par Jean Chrétien, alors ministre des Affaires indiennes. Cette mesure entraine la fermeture de nombreux pensionnats. Toutefois, la mise en adoption forcée de nombreux enfants, débutée dans les années 1950, se poursuit jusque dans les années 1980.

## Conditions de vie

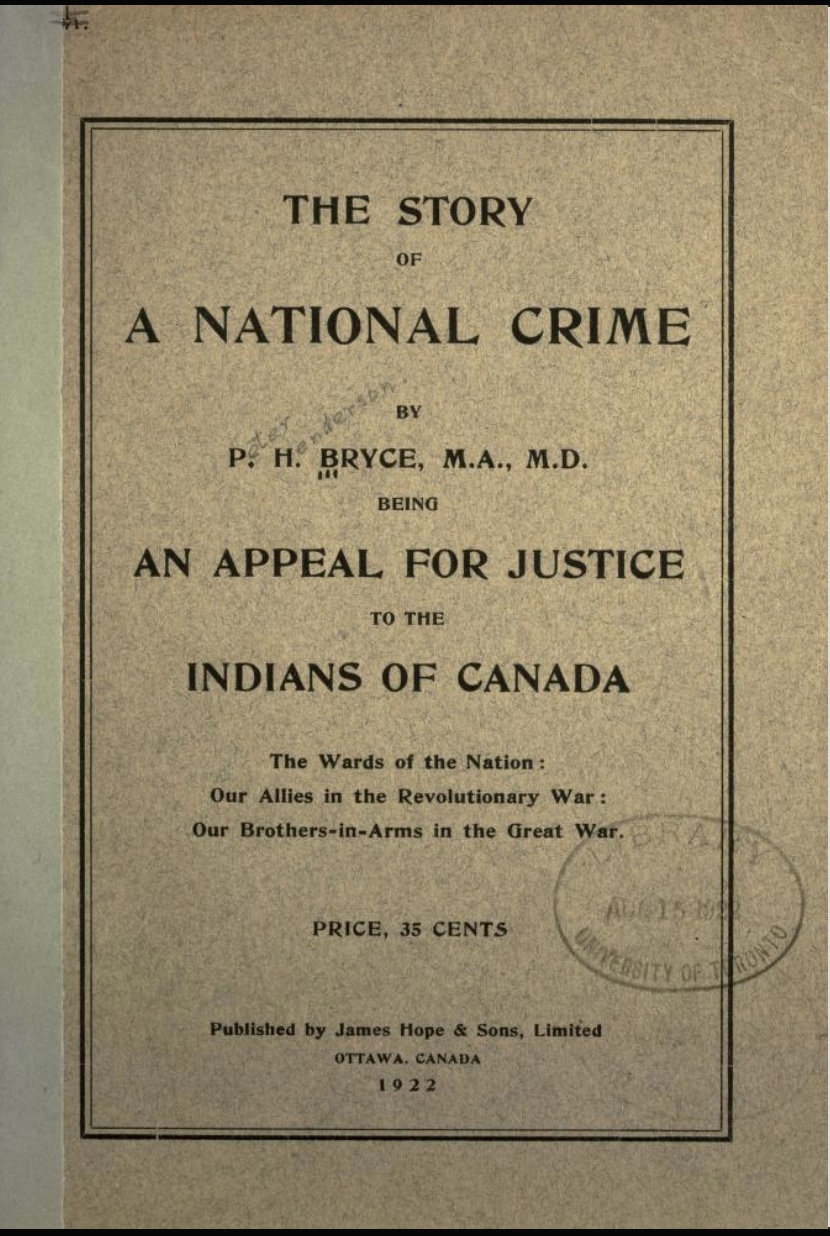
Brochure du médecin Peter Bryce dénonçant les mauvaises conditions sanitaires et le traitement des enfants dans les pensionnats pour autochtones.

Les conditions de vie dans les pensionnats étaient souvent difficiles. L’une des causes directes des maladies et des décès était le financement largement inadéquat de la part du gouvernement, ce qui entraînait un manque de qualité, de quantité et de variété de la nourriture. La solitude, l’absence de contact avec les parents et la famille, la frustration liée à l'interdiction de parler sa langue maternelle, la piètre qualité de l’enseignement, la faim, l’institutionnalisation, le travail excessif, les règles strictes, les châtiments corporels, les agressions sexuelles et l’absence de personnes de confiance sont des aspects que l’on a pu retrouver dans la majorité des pensionnats.
Les conditions sanitaires étaient propices à l'expansion de la tuberculose, ainsi que l'a vivement dénoncé Peter Bryce, alors médecin engagé par le gouvernement fédéral pour superviser 35 pensionnats. Il rapporte notamment que, en 1907, le quart des élèves mourait et que dans une école le taux de mortalité avait atteint 75%. Il intervient à plusieurs reprises auprès du ministère pour obtenir des changements radicaux, mais il se heurte à une fin de non-recevoir de la part de Duncan Campbell Scott. En désespoir de cause, il publie une brochure dénonçant cette situation en 1922.
Lors de leur arrivée au pensionnat, les jeunes étaient dépouillés de leurs effets personnels et de leurs vêtements traditionnels. On coupait leurs cheveux, changeait leur nom et on leur donnait un numéro. Ils recevaient un uniforme correspondant à leur tranche d'âge.
À l'instar des méthodes alors utilisées en France pour faire disparaître les langues régionales, les enfants étaient punis s'ils utilisaient leur langue.

Les responsabilités de cette situation ne relèvent pas uniquement des autorités religieuses qui dirigeaient ces pensionnats, comme le souligne Ovide Bastien : 

« Qui allait enlever les enfants de force pour les transporter aux pensionnats soumis aux normes et règlements génocidaires du gouvernement, n’est-ce pas la GRC ? Qui assumait les coûts, en nourriture et infrastructure, des pensionnats et faisait en sorte qu’il soit impossible d’isoler les enfants souffrant de tuberculose ou que parfois leur régime alimentaire était insuffisant ? Qui payait les salaires des professeurs ? Qui décidait que les parents autochtones perdaient la responsabilité légale de leurs enfants, celle-ci allant à la direction du pensionnat ? N’est-ce pas le gouvernement fédéral . »

De 1867 à la fin du XXe siècle, ce sont près de 150 000 Autochtones qui ont fréquenté les pensionnats. Selon le rapport de la Commission de vérité et réconciliation du Canada, environ 3200 y ont perdu la vie entre 1921 et 1965. Selon l'historien Jacques Rouillard, si le taux de mortalité au sein des pensionnats pour Autochtones était deux fois plus élevé que la moyenne canadienne pour la période s'étendant de 1921 à la Seconde Guerre mondiale - décès dus principalement à la tuberculose - il n'y avait toutefois plus d'écart du taux de mortalité entre les pensionnaires autochtones et la moyenne des autres enfants âgés de 5 à 14 ans pour la période suivante s'étendant jusqu'en 1965. Cela s'expliquerait notamment par les campagnes de vaccination, qui furent mises en œuvre autant dans les écoles pour Autochtones que les écoles pour non-Autochtones.
Entre 3 000 et 6 000 enfants sont morts dans ces pensionnats, de causes diverses : environ la moitié sont morts de la tuberculose et d’autres maladies infectieuses, d’autres dans les incendies qui ont ravagé ces établissements souvent vétustes, certains par suicide ou en tentant de fuir. Il est estimé que le nombre d'enfants est beaucoup plus élevé.
Quelques établissements ont planifié la malnutrition de certains enfants à des fins d'expérimentations médicales. Entre 1942 et 1952, des enfants autochtones ont été délibérément affamés afin élargir les connaissances médicales sur l’apport d’éléments nutritionnels.
Le National Post estime le nombre de personnes ayant commis des agressions sexuelles sur mineurs à 5 000 pendant le siècle que durèrent les pensionnats pour les Autochtones, mais moins de 1 % ont été condamnées.

## Des conséquences largement traumatiques
Les résultats ne sont pas à la hauteur des attentes : 

« Les enfants qui terminent leurs études s’aperçoivent souvent que les liens avec leur communauté d’origine et leur culture ont été coupés et, de surcroît, ils n’acquièrent pas les compétences nécessaires pour connaître du succès dans la société en général. Des communautés des Premières Nations qui, au départ, acceptent de financer les écoles en viennent à retirer leur soutien, compte tenu de leur expérience avec un système qui ne répond pas à leurs désirs, qui dénigre leur culture et qui ne leur procure pas les bienfaits économiques promis. »

Ces établissements ont laissé chez leurs pensionnaires des cicatrices et des traumatismes importants. Même si quelques-uns d’entre eux gardent un souvenir favorable à la suite de l’apprentissage d'habiletés utiles et des attitudes positives qu’ils ont acquises, la majorité des pensionnaires raconte des histoires de solitude, de discipline rigoureuse et de sévices physiques, sexuels (pédocriminels) et psychologiques. Selon le livre Peuples autochtones, résilience et séquelles du régime des pensionnats : « la séparation de leurs parents et de leur famille a été leur premier traumatisme ». Les jeunes étaient confrontés à une nouvelle culture, à une nouvelle langue et à un nouveau régime disciplinaire que leur imposaient les Blancs.
La confiscation des enfants à leurs communautés, leur déracinement, la déstabilisation des communautés cantonnée dans des réserves et la perte de leurs repères culturels ont engendré de profonds traumatismes et bouleversements sociaux.
Les recherches sur le sujet suggèrent également que les pensionnats ont déclenché des effets intergénérationnels transmis de génération en génération, dommageables pour le bien-être des Autochtones dans leur ensemble. La perte de certaines langues et des traditions autochtones représente une perte d’espoir évidente du peuple en perdant ce qu’ils considèrent le symbole fondamental. Étant donné que plusieurs générations d’enfants ont été élevées dans ces institutions où toute manifestation de l’aboriginalité était décriée et dépréciée, alors il ne faut pas se surprendre si la culture et la langue sont menacées.
De nombreuses conséquences peuvent survenir pour une personne qui a fréquenté les pensionnats autochtones. Non seulement une victime d’agression sexuelle peut devenir à son tour agresseur, mais qu’elle est également plus à risque de vivre à nouveau de mauvais traitements une fois adulte et aussi les enfants de la victime sont aussi plus à risque d’être victimes d’agression sexuelle. Par ailleurs, les événements vécus des Autochtones dans les pensionnats ont pu engendrer plusieurs problèmes et effets à long terme, dont la dépression, le suicide, la violence, l’abus d’alcool et de drogues dans la communauté. Puis, l’éducation des enfants est aussi difficile puisqu’ils absorbent le sentiment de perte et de frustration que ressentent leurs parents et leurs grands-parents. Bien que ces enfants n’aient pas vécu directement le traumatisme des pensionnats, ils l’éprouvent indirectement au travers des effets sur leurs familles et leurs communautés.

## Enfants disparus et sépultures anonymes

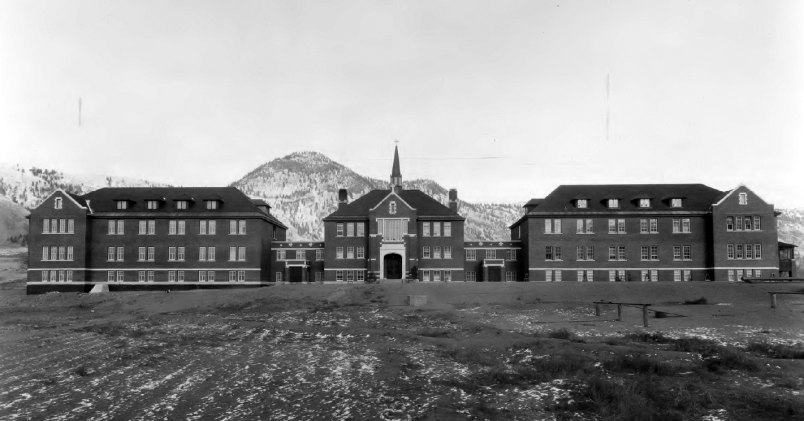
Pensionnat pour Autochtones à Kamloops en 1930.

Le 28 mai 2021, les restes des corps de 215 enfants sont retrouvés, à l'aide d'un radar à pénétration de sol, sur le site d'un ancien pensionnat pour Autochtones de Kamloops, en Colombie-Britannique. Plusieurs rassemblements ont alors lieu au Canada pour honorer la mémoire de ces enfants. À la suite de cette découverte, la Première Nation de Sipekne'katik commence des recherches sur le site de l’ancien pensionnat autochtone de Shubenacadie, en Nouvelle-Écosse, qui a cessé ses activités en 1967, après 40 ans d'existence. Marc Miller, ministre des Services aux Autochtones au Canada, explique que l'instauration des pensionnats autochtones « demeure une honte nationale. Ce qui est encore plus honteux, c'est qu'il y a beaucoup de gens qui ne connaissent pas cette réalité. » Selon, le Centre national pour la vérité et réconciliation (CNVR), le Centre enquête sur le destin des 150 000 enfants placés dans ces écoles, et parmi ces Autochtones, il y a plus de 4 000 décès confirmés ; 400 sites d’enterrement non marqués et 32 % des décès dont les noms ne sont pas enregistrés. De plus, le Centre national a poursuivi les recherches sur à peu près 4 000 noms d’enfants disparus. Et, finalement, la Commission de vérité et réconciliation du Canada mentionne qu’il y a plusieurs cimetières abandonnés.

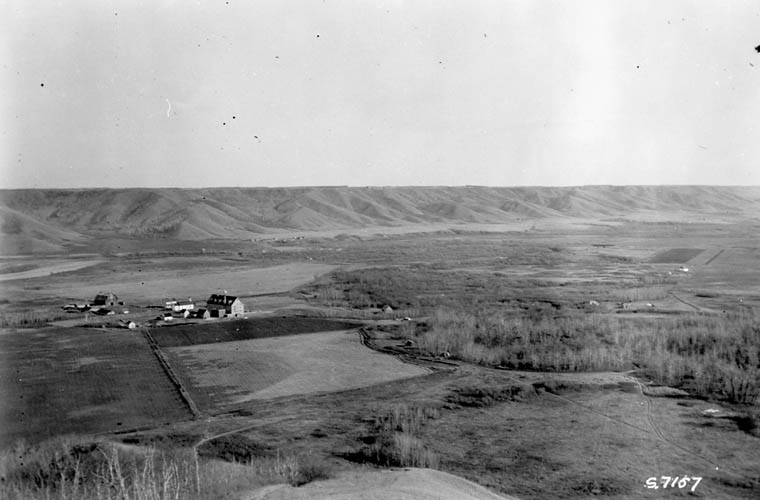
Mission de Marieval, pensionnat de Cowesses, dans la vallée d’Elcapo Creek en 1923.

Le 23  juin 2021, la Première Nation Cowessess annonce la découverte de 751 sépultures anonymes d'enfants et d'adultes sur le site de l'ancien pensionnat indien de Marieval, en Saskatchewan. Cette école, fondée en 1899 par des Oblats de Marie-Immaculée, a été tenue par les Sœurs de Saint Joseph, provenant de Saint-Hyacinthe, jusqu'en 1979, avant d'être prise en charge par le gouvernement fédéral et cédée à la nation Cowessess en 1987, puis fermée en 1997.
Le 30 juin 2021, la Première Nation ʔaq̓am annonce la découverte de 182 sépultures anonymes sur le site de l'ancien pensionnat pour Autochtones de Kootenay, près de Cranbrook en Colombie britannique.
Le 12 juillet 2021, la Première Nation Penelakut fait part de la découverte de plus de 160 tombes anonymes près de l’ancien pensionnat pour Autochtones de l’île Kuper actuelle île Penelakut, en Colombie-Britannique, actif de 1890 à 1975,.
Selon Jim Miller et Brian Gettler, deux historiens spécialisés dans l'histoire des Premières Nations, le lieu de sépulture de chaque enfant pensionnaire décédé aurait été marqué par une croix en bois ; l'inhumation se déroulant selon le rite catholique. Avec le passage du temps, ces croix seraient disparues, laissant les sépultures anonymes.

## Dénonciations
Bill Phipps, modérateur de l'Église unie du Canada, demanda durant son ministère pardon aux Autochtones du Canada pour les abus commis par les ministres de l'Église au sein des écoles résidentielles au XXe siècle.
Un pasteur de l'Église unie du Canada, Kevin D. Annett, a enquêté et dénoncé les pratiques de cette église au sein des pensionnats autochtones dans un livre et un film documentaire,.
Selon des membres de l’Instance permanente des Nations unies sur les questions autochtones, la doctrine de la découverte et les internats pour autochtones, tels ceux qui furent établis aux États-Unis et les « écoles résidentielles », furent des « vecteurs essentiels de l’asservissement des premiers peuples ».

## Réconciliation

### Excuses
Le 24 juillet 1991, les oblats de Marie-Immaculée présentent des excuses pour leur rôle dans le système des pensionnats autochtones. En 2021, les congrégations des oblats d'OMI Lacombe Canada et Notre-Dame-du-Cap dévoilent tous leurs documents liés à leur participation et à la gestion des pensionnats pour Autochtones au Canada.
Le 6 août 1993 l'évêque Michael Peers, primat de l'église anglicane du Canada présente les excuses de son église aux Autochtones en déclarant notamment « Je suis désolé, plus encore que je ne peux le formuler, que nous ayons essayé de vous refaire à notre image, en vous prenant votre langue, et les signes de votre identité, ». Le Premier ministre Stephen Harper présente des excuses au nom des Canadiens relativement aux pensionnats, le 11 juin 2008 en Ontario, pour les 139 pensionnats recensés au Canada, dont 12 au Québec. Le mardi 15 décembre 2015, le premier ministre Justin Trudeau demande solennellement pardon aux autochtones du pays au nom de l'État fédéral.
La conférence des évêques catholiques du Canada a publié une position par rapport aux pensionnats expliquant qu'évêques et responsables de communautés religieuses « regrettaient profondément toutes les souffrances, les peines et les humiliations endurées par de nombreux aborigènes » sans pour autant s'excuser.
Le 29 mai 2017, le premier ministre Trudeau demande au pape François de présenter les excuses officielles de l'Église aux victimes des pensionnats autochtones canadiens. L'année suivante, le pape annonce qu'il n'offrira pas d'excuses au motif qu'il ne pouvait « y répondre personnellement », mais il finit par s'excuser le 1er avril 2022.
Le 12 juin 2021, Christian Lépine, archevêque de l'archidiocèse de Montréal, présente ses excuses aux familles des victimes des pensionnats autochtones.
Le 30 avril 2022, Justin Welby, chef spirituel de l'église anglicane et archevêque de l'archidiocèse de Canterbury, s'excuse au nom de l'Église pour avoir permis « un crime terrible » dans les pensionnats pour Autochtones.

### Règlement des séquelles
En 2006, Nora Bernard, militante pour les droits des Autochtones, qui a intenté un recours collectif auprès du gouvernement du Canada, obtient près de 5 milliards $ en dédommagement pour les autochtones victimes des pensionnats. Il s'agit du plus grand règlement d'un recours collectif au Canada.

L'application de la convention de règlement relative aux pensionnats indiens (CRRPI) débute le 19 septembre 2007. L'objectif de la convention est de régler de façon durable et équitable les séquelles laissées par les pensionnats autochtones. En plus de dédommager financièrement les survivants des pensionnats, l'entente offre aussi un soutien à la guérison. Elle comprend cinq sections : 

« un paiement d'expérience commune à tous les anciens élèves admissibles;

   * un processus d'évaluation indépendant des réclamations liées à des sévices physiques graves ou à des sévices sexuels;

   * des mesures de soutien à la guérison telles que le Programme de soutien en santé de résolution des pensionnats indiens et la dotation de fonds à la Fondation autochtone de guérison;

   * des activités de commémoration;

   * la mise sur pied de la Commission de vérité et de réconciliation. »

### Commission de vérité et réconciliation du Canada
La commission de vérité et réconciliation du Canada a été créée en 2008 dans le cadre de la Convention de règlement relative aux pensionnats indiens dans le but de contribuer à la vérité, à la guérison et à la réconciliation. Les travaux de la CVR ont débuté en 2009 et les audiences publiques en 2010. De 2010 à 2014, sept « Évènements nationaux » ont eu lieu dans des grandes villes du Canada ainsi que des audiences régionales. Au nombre des activités incluses, les audiences comportaient des témoignages publics, des dépositions privées, des cercles de parole où des Autochtones prenaient la parole. En juin 2015, lors de l’événement de clôture, la commission publie un sommaire exécutif qui comprend une liste de « 94 appels à l'action » (et recommandations)  pour favoriser la réconciliation. Le rapport final est publié le 15 décembre 2015. La conclusion du rapport désigne les pensionnats comme agents de génocide culturel des Premières Nations et précise qu'un engagement considérable de l'État est nécessaire pour favoriser l'égalité des chances et entrevoir une véritable réconciliation.
En 2019, la commission de vérité et réconciliation du Canada met en ligne, par le biais de son Centre national pour la vérité et la réconciliation, un registre public des noms des enfants décédés dans les pensionnats.

### Mât totémique des pensionnats

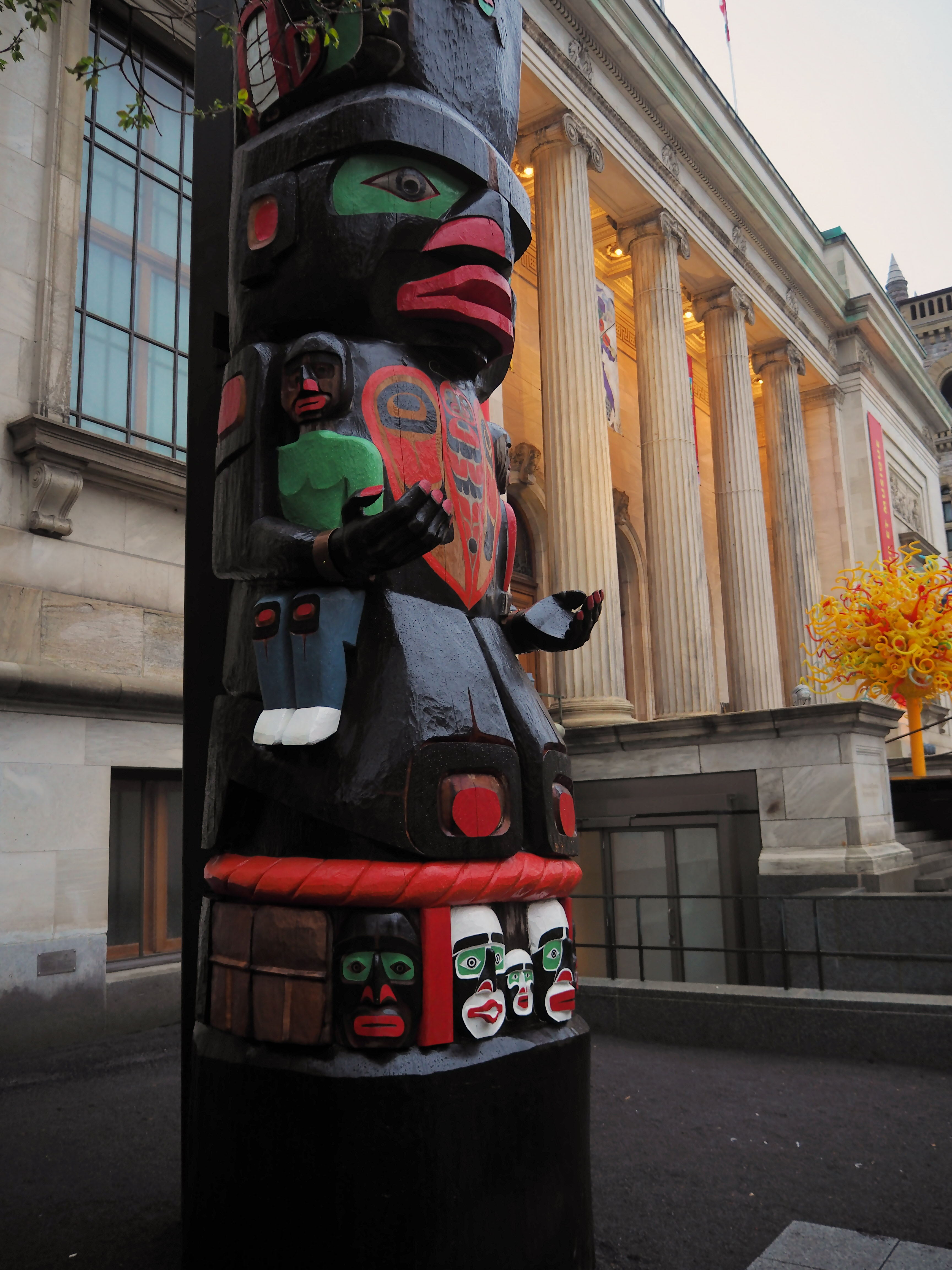
Mât totémique des pensionnats (détail).

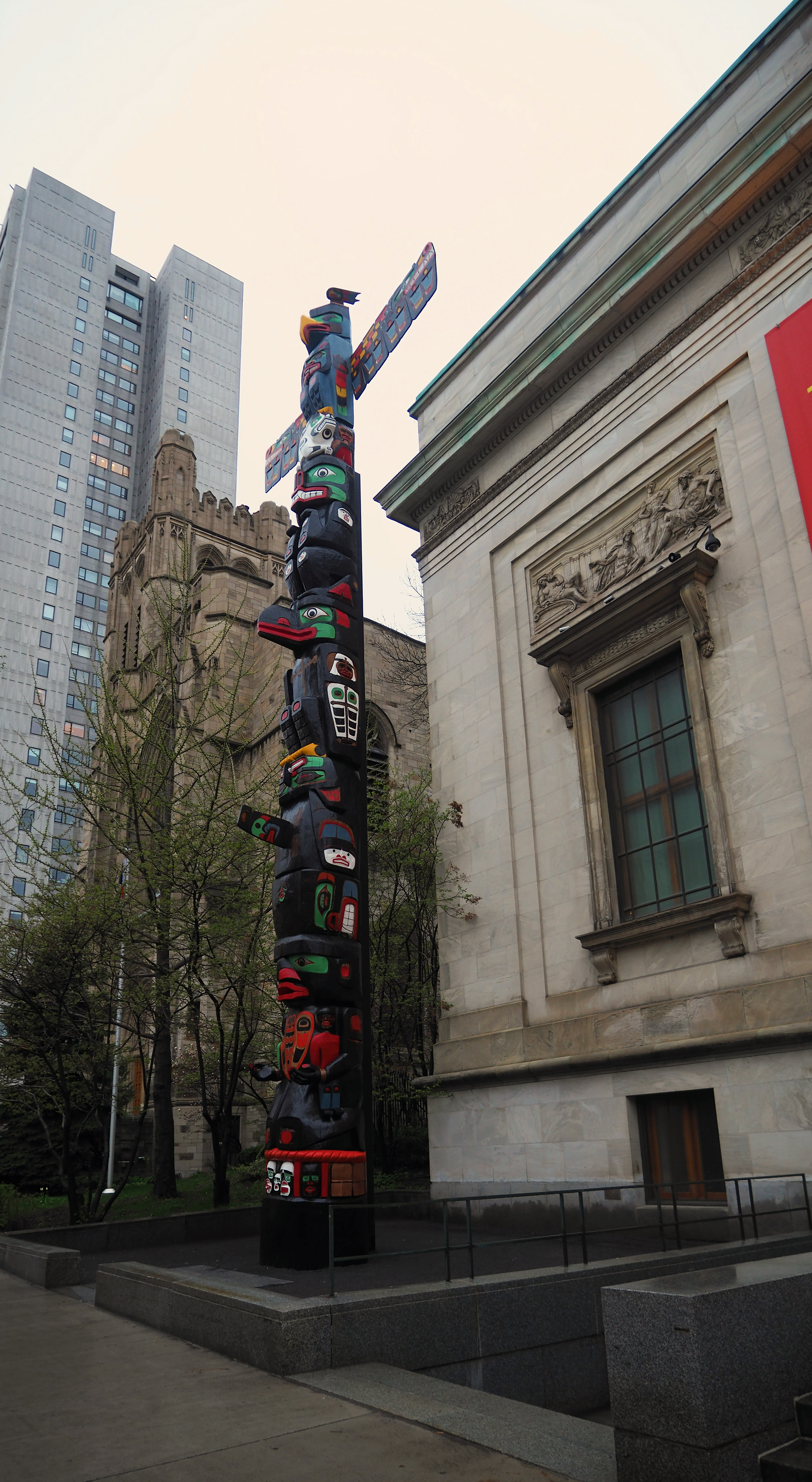
Mât totémique des pensionnats.

Un totem a été créé par l’artiste Charles Joseph de la nation kwakiutl de la Colombie-Britannique. Devant le pavillon Michal et Renata Hornstein du Musée des beaux-arts de Montréal, sa stature de plus de 21 mètres est imposante. Le dévoilement eut lieu le 3 mai 2017, dans le cadre du 375e anniversaire de Montréal. Nommé Mât totémique des pensionnats, l'œuvre fait partie d'un parcours de l’exposition La Balade de la Paix – un musée à ciel ouvert. Il rappelle les enfants autochtones qui ont été retirés de leurs familles et placés dans des pensionnats durant la période de 1820 jusqu’en 1997, une situation que l'auteur a lui-même vécue.

« La présentation de ce mât est destinée à tous les Canadiens, pas seulement aux survivants des pensionnats. C’est mon geste de réconciliation, et toute mon histoire est sur ce mât. Cette histoire parle de Charles Joseph, mais aussi de tous ceux qui ont enduré cette épreuve. J’ai besoin de raconter cette histoire sous cette forme, mais elle touche tous les survivants d’un bout à l’autre du Canada. »

— Charles Joseph

### Journée nationale de la vérité et de la réconciliation
Faisant suite aux recommandations de la Commission de vérité et réconciliation du Canada, le gouvernement proclame par le projet de loi C-5 la Journée nationale de la vérité et de la réconciliation au Canada, qui se célèbrera pour la première fois le 30 septembre 2021. Cette journée fériée pour les employés du Gouvernement vise à honorer les survivants, leurs familles et leurs communautés, afin de « faire avancer la réconciliation, réparer les torts historiques et réfléchir à la manière dont nous pouvons construire un Canada plus inclusif. »
Cette journée est aussi connue comme la Journée du chandail orange, créée spontanément en 2013 à la suite du témoignage de Phyllis Webstad sur l'expérience dévastatrice qu'elle avait connue au pensionnat Saint-Joseph de Williams Lake en Colombie-Britannique, où, lors de son arrivée, à l'âge de six ans, elle avait été dépouillée de ses vêtements, y compris le tout nouveau chandail orange que venait de lui acheter sa grand-mère et qui ne lui a jamais été rendu. Depuis, le port d'un chandail orange est devenu le symbole commémoratif d'un sombre épisode de l'histoire canadienne.

## Listes des pensionnats au Canada et nombre d'enfants morts
| Nom de l’établissement                                                                                       | Administration                                                                                               | Lieu | Années d'activité,                                                                                           | Faits marquants | Nbre d'enfants morts ou disparus (chiffres officiels) |     |     |     |     |
| Pensionnats de l’Alberta (26 pensionnats)                                                                    | Pensionnats de l’Alberta (26 pensionnats)                                                                    | Pensionnats de l’Alberta (26 pensionnats)                                                                    | Pensionnats de l’Alberta (26 pensionnats)                                                                    | Pensionnats de l’Alberta (26 pensionnats) | 691                                                   |     |     |     |     |
| Assumption                                                                                                   | Catholique                                                                                                   | Hay Lakes | 1951-1974 | | 2                                                     |     |     |     |     |
| Blue Quills (école Sacred Heart)                                                                             | Catholique                                                                                                   | Lac la Biche                                                                                                 | 1898-1990 | | 26                                                    |     |     |     |     |
| Crowfoot (école St. Joseph)                                                                                  | Catholique                                                                                                   | Cluny | 1900-1968 | En 1909, 22 des 29 élèves sont atteints de tuberculose. En 1921, une infirmière rapporte avoir trouvé « quatre garçons enchaînés et enchaînés aux bancs » à l’école. | 48                                                    |     |     |     |     |
| Desmarais (école St. Martin)                                                                                 | Catholique                                                                                                   | Wabasca | 1902-1973 | | 18                                                    |     |     |     |     |
| Edmonton | Méthodiste                                                                                                   | St. Albert                                                                                                   | 1924-1968 | | 9                                                     |     |     |     |     |
| Ermineskin                                                                                                   | Catholique                                                                                                   | Hobbema | 1895-1975 | En 1903, trois enfants meurent de tuberculose. Dans les années 1920, une enquête gouvernementale conclut que 50% des élèves de l'école sont infectés par la tuberculose. | 15                                                    |     |     |     |     |
| Fort Vermilion (école St. Henry)                                                                             | Catholique                                                                                                   | Fort Vermilion                                                                                               | 1903-1968 | En 1914, l'église, l'école et le couvent sont détruits par un incendie. En 1932, un deuxième incendie détruit le couvent | 15                                                    |     |     |     |     |
| Grouard (école St. Bernard)                                                                                  | Catholique                                                                                                   | Grouard | 1894-1957 | | 10                                                    |     |     |     |     |
| Holy Angels                                                                                                  | Catholique                                                                                                   | Fort Chipewyan                                                                                               | 1900-1974 | | 89                                                    |     |     |     |     |
| Joussard (école St. Bruno)                                                                                   | Catholique                                                                                                   | Joussard | 1913-1969 | | 18                                                    |     |     |     |     |
| Notre Dame des Victoires (remplacé par Blue Quills)                                                          | Catholique                                                                                                   | Lac la Biche                                                                                                 | 1893-1898 | | 17                                                    |     |     |     |     |
| Lesser Slave Lake (école St. Peter)                                                                          | Anglicane | Lesser Slave Lake                                                                                            | 1895-1932 | | 2                                                     |     |     |     |     |
| Morley | Méthodiste                                                                                                   | Morley | 1922-1969 | En 1947, des élèves de l'école Morley sont frappés à la tête. En 1952, un inspecteur des incendies estime que l'école est un piège à incendie. Elle n'est fermée que 17 ans plus tard. | 9                                                     |     |     |     |     |
| Old Sun | Anglicane | Gleichen | 1886-1971 | En 1908, une enquête décrit l’école comme « insalubre » et le bâtiment comme « inadapté en tous points à une telle institution ». | 40                                                    |     |     |     |     |
| Red Deer Industrial School                                                                                   | Méthodiste                                                                                                   | Red Deer | 1893-1919 | Une épidémie de grippe espagnole et une épidémie de variole qui suivi, conduit à la fermeture de l'école en 1919. | 70                                                    |     |     |     |     |
| Sacred Heart                                                                                                 | Catholique                                                                                                   | Brocket | 1887-1961 | En 1909, une étude sur les conditions de santé dans les pensionnats de l'Ouest révèle que 65 des élèves qui fréquentaient l'école depuis 1892 étaient décédés. | 46                                                    |     |     |     |     |
| Saint Albert                                                                                                 | Catholique                                                                                                   | Youville | 1873-1948 | | 47                                                    |     |     |     |     |
| Saint Augustine                                                                                              | Catholique                                                                                                   | Smoky River                                                                                                  | 1900-1907 | | 2                                                     |     |     |     |     |
| Saint Cyprian                                                                                                | Anglicane | Brocket | 1890-1961 | | 7                                                     |     |     |     |     |
| Saint Joseph’s Residential School                                                                            | Catholique                                                                                                   | High River                                                                                                   | 1884-1922 | En 1918, le directeur et trois étudiants meurent de la grippe. | 12                                                    |     |     |     |     |
| Saint Mary                                                                                                   | Catholique                                                                                                   | Cardston | 1898-1988 | En 1930, un inspecteur du gouvernement déclare que les garçons des pensionnats de la réserve de Cardston travaillaient comme des « esclaves » du matin au soir pour soutenir les écoles. L'école connait une grave épidémie de rougeole en 1935 et une épidémie de méningite vertébrale en 1956. | 40                                                    |     |     |     |     |
| Saint Paul                                                                                                   | Anglicane | Cardston | 1893-1975 | En 1930, un inspecteur du gouvernement déclare que les garçons des pensionnats de la réserve de Cardston travaillaient comme des « esclaves » du matin au soir pour soutenir les écoles. | 76                                                    |     |     |     |     |
| Sarcee Boys' Boarding School (école St. Barnabas)                                                            | Anglicane | T’suu Tina (en)                                                                                              | 1892-1921 | En 1908, une enquête gouvernementale déclare le bâtiment « impropre à l’usage scolaire ». En 1920, une enquête médicale révèle que 29 des 33 élèves « étaient infectés par la tuberculose ». | 36                                                    |     |     |     |     |
| Saint François Xavier Boarding school                                                                        | Catholique                                                                                                   | Calais (en)                                                                                                  | 1907-1961 | | 27                                                    |     |     |     |     |
| Wabasca | Anglicane | Wabasca | 1902-1966 | En 1903, une grande partie de l'école a été détruite par un incendie en 1903. En 1945, le dortoir principal est détruit par un incendie. | 8                                                     |     |     |     |     |
| Whitefish Lake (école St. Andrew)                                                                            | Anglicane | Whitefish Lake (en)                                                                                          | 1903-1950 | | 2                                                     |     |     |     |     |
| | | | | |                                                       |     |     |     |     |
| Pensionnats de la Colombie-Britannique (18 pensionnats)                                                      | Pensionnats de la Colombie-Britannique (18 pensionnats)                                                      | Pensionnats de la Colombie-Britannique (18 pensionnats)                                                      | Pensionnats de la Colombie-Britannique (18 pensionnats)                                                      | Pensionnats de la Colombie-Britannique (18 pensionnats) | 419                                                   |     |     |     |     |
| Ahousaht | Presbytérienne                                                                                               | Ahousaht | 1904-1940 | En 1936, un rapport d'inspecteur indique que tous les membres du personnel portent une sangle et que les enfants « n'apprenaient jamais à travailler sans punition ». | 13                                                    |     |     |     |     |
| Alberni Girls Home                                                                                           | Presbytérienne                                                                                               | Port Alberni                                                                                                 | 1900-1973 | L'école est détruite par un incendie en 1917, 1937 et 1941 et reconstruite après chaque incendie. En 1995, un ancien superviseur de l'école de 1948 à 1968 est reconnu coupable de 18 chefs d'accusation d'attentat à la pudeur contre des étudiantes autochtones et condamné à 11 ans de prison. | 30                                                    |     |     |     |     |
| Anahim Lake Dormitory                                                                                        | Catholique                                                                                                   | Anahim Lake                                                                                                  | 1968-1977 | | -                                                     |     |     |     |     |
| Cariboo | Catholique                                                                                                   | Williams Lake                                                                                                | 1891-1981 | En 1902, neuf garçons s'enfuient de l'école, l'un d'eux meurt mort de froid. En 1920, neuf garçons mangent de la ciguë aquatique, ce que les parents estiment alors être une réponse à la discipline à l'école. Un de ces garçons est mort. Dans les années 1980 et 1990, deux anciens membres du personnel plaident coupables à des accusations d'abus sexuels sur des élèves dans les années 1950 et 1960. En 1998, un ancien directeur présente ses excuses à un ancien élève et employé de l'école qui l'avait accusé d'une série de délits sexuels. | 17                                                    |     |     |     |     |
| Christie | Catholique                                                                                                   | Tofino | 1900-1983 | Entre 1939 et 1941, six enfants meurent de méningite tuberculeuse. Pendant plusieurs années, dans les années 1950, un employé d'entretien abuse sexuellement d'un élève. | 23                                                    |     |     |     |     |
| Coqualeetza                                                                                                  | Méthodiste                                                                                                   | Chilliwack                                                                                                   | 1889-1940 | | 22                                                    |     |     |     |     |
| Cranbrook (école St. Eugene)                                                                                 | Catholique                                                                                                   | Canbrook | 1890-1970 | | 18                                                    |     |     |     |     |
| Crosby Home for Girls                                                                                        | Méthodiste                                                                                                   | Port Simpson                                                                                                 | 1892-1948 | Un rapport d'inspection de 1905 conclut que les élèves étaient durement traitées et sous-alimentées. | 3                                                     |     |     |     |     |
| Kamloops (école St. Louis)                                                                                   | Catholique                                                                                                   | Kamloops | 1890-1978 | En mai 2021, des fouilles menées au moyen d'un radar à pénétration de sol mettent au jour les restes de 215 enfants inhumés. Aucune exhumation n'a été faite et le doute persiste sur la réalité de cette découverte. | 51                                                    |     |     |     |     |
| Kitimaat (Elizabeth Long Memorial Home for Girls)                                                            | Méthodiste                                                                                                   | Kitimaat | 1908-1941 | | 4                                                     |     |     |     |     |
| Kuper Island                                                                                                 | Catholique                                                                                                   | Kuper Island                                                                                                 | 1890-1975 | En 1895, les élèves incendient l'école en 1895 lorsque les vacances ont été annulées. L'enquête qui suit montre que sur 264 élèves, 107 sont morts. En 1959, deux sœurs se noient en tentant de s'échapper de l'école. En 1966, un élève se suicide. En 1995, un ancien employé plaide coupable des trois accusations d'attentat à la pudeur. agression sexuelle et grossière indécence. | 121                                                   |     |     |     |     |
| Lejac | Catholique                                                                                                   | Fraser Lake                                                                                                  | 1917-1976 | En janvier 1937, quatre garçons qui s'étaient enfuis de l'école meurent de froid sur le lac Fraser. Le coroner critique alors les « châtiments corporels excessifs » infligés à l'école et l'incapacité de l'école à mener une fouille efficace. | 39                                                    |     |     |     |     |
| Lower Post                                                                                                   | Catholique                                                                                                   | Lower Post (en)                                                                                              | 1951-1975 | Au milieu des années 1990, deux anciens membres du personnel du Lower Post sont reconnus coupables d'avoir agressé sexuellement des élèves alors qu'ils travaillaient à l'école. | 1                                                     |     |     |     |     |
| Saint Augustine                                                                                              | Catholique                                                                                                   | Sechelt | 1904-1975 | | 5                                                     |     |     |     |     |
| Saint George                                                                                                 | Anglicane | Lytton | 1901-1979 | Une épidémie de grippe à l'école au cours de l'année scolaire 1926-1927 entraîne la mort de treize enfants En 1993, un ancien employé de St. George plaide coupable pour des accusations d'abus sexuels sur des élèves de l'école alors qu'il y travaillait. | 35                                                    |     |     |     |     |
| Saint Mary                                                                                                   | Catholique                                                                                                   | Mission | 1867-1984 | En 2004, un ancien employé de l'école est reconnu coupable de 12 chefs d'attentat à la pudeur pendant son séjour à l'école et a été condamné à trois ans de prison. | 22                                                    |     |     |     |     |
| Saint Michael                                                                                                | Anglicane | Alert Bay | 1894-1974 | | 15                                                    |     |     |     |     |
| Saint Paul                                                                                                   | Catholique                                                                                                   | Squamish | 1899-1959 | | -                                                     |     |     |     |     |
| | | | | |                                                       |     |     |     |     |
| Pensionnats du Manitoba (14 pensionnats)                                                                     | Pensionnats du Manitoba (14 pensionnats)                                                                     | Pensionnats du Manitoba (14 pensionnats)                                                                     | Pensionnats du Manitoba (14 pensionnats)                                                                     | Pensionnats du Manitoba (14 pensionnats) | 225                                                   |     |     |     |     |
| Assiniboia                                                                                                   | Catholique                                                                                                   | Winnipeg | 1958-1973 | | 1                                                     |     |     |     |     |
| Birtle | Presbytérienne                                                                                               | Birtle | 1888-1970 | | 19                                                    |     |     |     |     |
| Brandon | Méthodiste                                                                                                   | Brandon | 1895-1972 | | 77                                                    |     |     |     |     |
| Churchill Vocational School                                                                                  | Catholique et anglicane                                                                                      | Churchill | 1964-1973 | | 1                                                     |     |     |     |     |
| Cross Lake                                                                                                   | Catholique                                                                                                   | Cross Lake                                                                                                   | 1912-1969 | En 1930, un enseignant et 12 enfants meurent dans un incendie qui détruit l'école. | 30                                                    |     |     |     |     |
| McKay | Anglicane | The Pas / Dauphin                                                                                            | 1957-1969 | | 9                                                     |     |     |     |     |
| Washakada Home for Girls et Kasota Home for Boys                                                             | Anglicane | Elkhorn | 1889-1949 | | 28                                                    |     |     |     |     |
| Fort Alexander                                                                                               | Catholique                                                                                                   | Fort Alexander                                                                                               | 1905-1970 | En 1928, deux garçons qui tentaient de s'enfuir en bateau se sont noyés. | 2                                                     |     |     |     |     |
| Guy Hill | Catholique                                                                                                   | Sturgeon Landing (en)                                                                                        | 1952-1979 | | 3                                                     |     |     |     |     |
| Norway House United Church                                                                                   | Méthodiste                                                                                                   | Norway House                                                                                                 | 1899-1967 | | 13                                                    |     |     |     |     |
| Notre Dame Hostel                                                                                            | Catholique                                                                                                   | Cross Lake                                                                                                   | 1960-1967 | | -                                                     |     |     |     |     |
| Pine Creek                                                                                                   | Catholique                                                                                                   | Camperville (en)                                                                                             | 1890-1969 | | 21                                                    |     |     |     |     |
| Portage la Prairie                                                                                           | Presbytérienne                                                                                               | Portage la Prairie                                                                                           | 1891-1975 | | 5                                                     |     |     |     |     |
| Sandy Bay | Catholique                                                                                                   | Marius (en)                                                                                                  | 1905-1970 | | 16                                                    |     |     |     |     |
| | | | | |                                                       |     |     |     |     |
| Pensionnats des Territoires du Nord-Ouest (14 pensionnats)                                                   | Pensionnats des Territoires du Nord-Ouest (14 pensionnats)                                                   | Pensionnats des Territoires du Nord-Ouest (14 pensionnats)                                                   | Pensionnats des Territoires du Nord-Ouest (14 pensionnats)                                                   | Pensionnats des Territoires du Nord-Ouest (14 pensionnats) | 216                                                   |     |     |     |     |
| Akaitcho Hall                                                                                                | Fédérale | Yellowknife                                                                                                  | 1958-1994 | | 4                                                     |     |     |     |     |
| All Saints School                                                                                            | Anglicane | Aklavik | 1936 1959 | | 16                                                    |     |     |     |     |
| Bompass Hall                                                                                                 | Anglicane puis fédérale                                                                                      | Fort Simpson                                                                                                 | 1960-1975 | | 4                                                     |     |     |     |     |
| Breynat Hall                                                                                                 | Catholique                                                                                                   | Fort Smith                                                                                                   | 1957-1975 | | 1                                                     |     |     |     |     |
| Turquetil Hall                                                                                               | Catholique                                                                                                   | Chesterfield Inlet                                                                                           | 1954-1969 | En 1995, le gouvernement des Territoires du Nord-Ouest publie un rapport concluant que de nombreux élèves avaient été agressés physiquement et sexuellement. | -                                                     |     |     |     |     |
| Federal Hostel                                                                                               | Fédérale | Fort Franklin                                                                                                | 1967-1972 | | -                                                     |     |     |     |     |
| Fleming Hall                                                                                                 | Anglicane | Fort McPherson                                                                                               | 1955-1976 | | -                                                     |     |     |     |     |
| Grandin College                                                                                              | Catholique                                                                                                   | Fort Smith                                                                                                   | 1960-1985 | | -                                                     |     |     |     |     |
| All Saints                                                                                                   | Anglicane | Hay River | 1895-1937 | | 50                                                    |     |     |     |     |
| Immaculate Conception                                                                                        | Catholique                                                                                                   | Aklavik | 1926-1959 | | 20                                                    |     |     |     |     |
| Lapointe Hall                                                                                                | Catholique                                                                                                   | Fort Simpson                                                                                                 | 1960-1988 | | 1                                                     |     |     |     |     |
| Sacred Heart                                                                                                 | Catholique                                                                                                   | Fort Providence                                                                                              | 1906-1960 | | 39                                                    |     |     |     |     |
| Saint Joseph                                                                                                 | Catholique                                                                                                   | Fort Resolution                                                                                              | 1903-1957 | Tout au long de son histoire, l'école connait des incendies réguliers, des épidémies, l'explosion d'une usine d'acétylène et des pénuries alimentaires. | 75                                                    |     |     |     |     |
| Stringer Hall                                                                                                | Anglicane | Inuvik | 1959-1975 | | 6                                                     |     |     |     |     |
| | | | | |                                                       |     |     |     |     |
| Pensionnats de la Nouvelle-Écosse (un pensionnat)                                                            | Pensionnats de la Nouvelle-Écosse (un pensionnat)                                                            | Pensionnats de la Nouvelle-Écosse (un pensionnat)                                                            | Pensionnats de la Nouvelle-Écosse (un pensionnat)                                                            | Pensionnats de la Nouvelle-Écosse (un pensionnat) | 17                                                    |     |     |     |     |
| Shubenacadie school                                                                                          | Catholique                                                                                                   | Shubenacadie                                                                                                 | 1929-1967 | En 1934, une enquête fédérale est ouverte à la suite de la flagellation de 19 garçons, leur laissant des cicatrices permanentes. Le juge chargé de l'enquête déclare alors que les garçons avaient eu ce qu'ils méritaient. | 17                                                    |     |     |     |     |
| | | | | |                                                       |     |     |     |     |
| Pensionnats du Nunavut (12 pensionnats)                                                                      | Pensionnats du Nunavut (12 pensionnats)                                                                      | Pensionnats du Nunavut (12 pensionnats)                                                                      | Pensionnats du Nunavut (12 pensionnats)                                                                      | Pensionnats du Nunavut (12 pensionnats) | 8                                                     |     |     |     |     |
| Coppermine Tent Hostel                                                                                       | Anglicane | Coppermine                                                                                                   | 1951-1959 | | 1                                                     |     |     |     |     |
| Federal Hostel                                                                                               | Fédérale | Qamanittuaq                                                                                                  | 1961-1968 | | 2                                                     |     |     |     |     |
| Federal Hostel                                                                                               | Fédérale | Îles Belcher                                                                                                 | 1963-1964 | | -                                                     |     |     |     |     |
| Federal Hostel                                                                                               | Fédérale | Qikiqtarjuaq                                                                                                 | 1961-1966 | | 2                                                     |     |     |     |     |
| Federal Hostel                                                                                               | Fédérale | Cambridge Bay                                                                                                | 1964-1997 | | 1                                                     |     |     |     |     |
| Federal Hostel                                                                                               | Fédérale | Kinngait | 1962-1965 | | -                                                     |     |     |     |     |
| Federal Hostel                                                                                               | Fédérale | Arviat | 1962-1967 | | -                                                     |     |     |     |     |
| Federal Hostel                                                                                               | Fédérale | Iqaluit | 1971-1995 | | 2                                                     |     |     |     |     |
| Federal Hostel                                                                                               | Fédérale | Igloolik | 1961-1969 | | -                                                     |     |     |     |     |
| Federal Hostel                                                                                               | Fédérale | Kimmirut | 1963-1965 | | -                                                     |     |     |     |     |
| Federal Hostel                                                                                               | Fédérale | Panniqtuuq                                                                                                   | 1964-1967 | | -                                                     |     |     |     |     |
| Federal Hostel                                                                                               | Fédérale | Mittimatalik                                                                                                 | 1962-1970 | | -                                                     |     |     |     |     |
| | | | | |                                                       |     |     |     |     |
| Pensionnats de l’Ontario (18 pensionnats)                                                                    | Pensionnats de l’Ontario (18 pensionnats)                                                                    | Pensionnats de l’Ontario (18 pensionnats)                                                                    | Pensionnats de l’Ontario (18 pensionnats)                                                                    | Pensionnats de l’Ontario (18 pensionnats) | 437                                                   |     |     |     |     |
| Bishop Horden Hall                                                                                           | Anglicane | Moose Factory Island (en)                                                                                    | 1906-1976 | | 35                                                    |     |     |     |     |
| Cecilia Jeffrey School ou Shoal Lake School                                                                  | Presbytérienne                                                                                               | Kenora | 1902-1976 | En 1966, un garçon de douze ans qui s'était enfui de l'école est mort de froid. | 37                                                    |     |     |     |     |
| Saint John                                                                                                   | Anglicane | Chapleau | 1907-1948 | En 1908, un inspecteur des Affaires indiennes déclare que sept des trente-et-un enfants de l'école étaient décédés en trois mois. | 32                                                    |     |     |     |     |
| Cristal Lake High School                                                                                     | Mennonite | Cristal Lake (Kenora district)                                                                               | 1976-1986 | | -                                                     |     |     |     |     |
| Couchiching ou Saint Margaret                                                                                | Catholique                                                                                                   | Fort Frances                                                                                                 | 1906-1974 | | 3                                                     |     |     |     |     |
| Saint Joseph                                                                                                 | Catholique                                                                                                   | Fort William                                                                                                 | 1885-1970 | | 9                                                     |     |     |     |     |
| McIntosh School                                                                                              | Catholique                                                                                                   | McIntosh (en)                                                                                                | 1925-1969 | En 1965, la résidence principale est détruite par un incendie. | 32                                                    |     |     |     |     |
| Mohawk Institute                                                                                             | Anglicane | Brantford | 1885-1970 | Le bâtiment et les granges sont détruits lors d'un incendie allumé par des étudiants en 1903. | 48                                                    |     |     |     |     |
| Mount Elgin (en)                                                                                             | Méthodiste                                                                                                   | Muncey | 1867-1946 | En 1902, un inspecteur conclut que « les garçons de cette école ne font pas que travailler, ils sont travaillés ». En 1908, les élèves incendient l'école à trois reprises. En 1942, un haut responsable des Affaires indiennes décrit Mount Elgin comme la « structure la plus délabrée » qu’il ait jamais vue. | 5                                                     |     |     |     |     |
| Pelican Lake School                                                                                          | Anglicane | Sioux Lookout                                                                                                | 1927-1978 | | 24                                                    |     |     |     |     |
| Poplar Hill School                                                                                           | Mennonite | Poplar Hill                                                                                                  | 1962-1989 | | -                                                     |     |     |     |     |
| Sainte-Anne                                                                                                  | Catholique                                                                                                   | Fort Albany                                                                                                  | 1906-1976 | En 1941, trois garçons s'enfuis de l'école. On pense qu'ils se sont tous trois noyés ou sont morts de faim. Quatre anciens membres du personnel ont été reconnus coupables d'attentats à la pudeur, d'agressions causant des lésions corporelles, de voies de fait et d'administration de substances nocives. | 24                                                    |     |     |     |     |
| Saint Mary ou Saint Anthony                                                                                  | Catholique                                                                                                   | Kenora | 1897-1972 | | 36                                                    |     |     |     |     |
| Shingwauk | Anglicane | Sault-Sainte-Marie                                                                                           | 1878-1970 | | 79                                                    |     |     |     |     |
| Charles Garnier ou Saint Joseph School - école de garçons                                                    | Catholique                                                                                                   | Spanish (en)                                                                                                 | 1879-1958 | Huit garçons meurent lors de l’épidémie de grippe de 1918. | 21                                                    |     |     |     |     |
| Saint Anne - école de filles                                                                                 | Catholique                                                                                                   | Spanish (en)                                                                                                 | 1868-1962 | Huit filles meurent lors de l’épidémie de grippe de 1918. | 52                                                    |     |     |     |     |
| Stirland Lake High School                                                                                    | Mennonite | Stirland Lake (Kenora district)                                                                              | 1971-1991 | |                                                       |     |     |     |     |
| Wawanosh School                                                                                              | Anglicane | Sault-Sainte-Marie                                                                                           | 1879-1892 | Une étude de 1883 a montré que quatre-vingt-trois pour cent des filles qui avaient fréquenté l'école étaient décédées ou avaient quitté l'école de Wawanosh en moins de cinq ans. | ?                                                     |     |     |     |     |
| | | | | |                                                       |     |     |     |     |
| Pensionnats du Québec (11 pensionnats et foyers fédéraux)                                                    | Pensionnats du Québec (11 pensionnats et foyers fédéraux)                                                    | Pensionnats du Québec (11 pensionnats et foyers fédéraux)                                                    | Pensionnats du Québec (11 pensionnats et foyers fédéraux)                                                    | Pensionnats du Québec (11 pensionnats et foyers fédéraux) | 19                                                    |     |     |     |     |
| Amos ou Saint-Marc-de-Figuery                                                                                | Catholique                                                                                                   | Amos | 1955-1973 | | -                                                     |     |     |     |     |
| Foyer fédéral de George River                                                                                | Fédérale | Kangirsualujjuaq                                                                                             | 1960 -1960                                                                                                   | | -                                                     |     |     |     |     |
| Foyer fédéral de Great Whale River                                                                           | Fédérale | Kuujjuaraapik/Whapmagoostui (Poste-de-la-Baleine)                                                            | 1960 -1970                                                                                                   | | -                                                     |     |     |     |     |
| Foyer fédéral de Payne Bay                                                                                   | Fédérale | Kangirsuk | 1960 -1962                                                                                                   | | -                                                     |     |     |     |     |
| Foyer fédéral de Port Harrison                                                                               | Fédérale | Inukjuak | 1960 -1971                                                                                                   | | -                                                     |     |     |     |     |
| Foyer fédéral de Mistassini                                                                                  | Fédérale | Mistissini                                                                                                   | 1971-1978 | | -                                                     |     |     |     |     |
| Pensionnat de Fort George ou Saint Phillip                                                                   | Anglicane | Fort George                                                                                                  | 1933 -1975                                                                                                   | L'école est détruite par un incendie en 1943. Bien qu'elle ait été reconstruite, au milieu des années 1950, elle est restée dans un état déplorable et surpeuplée. | 11                                                    |     |     |     |     |
| Pensionnat catholique de Fort George                                                                         | Catholique                                                                                                   | Fort George                                                                                                  | 1937 -1981                                                                                                   | | 6                                                     |     |     |     |     |
| La Tuque | Anglicane | La Tuque | 1963 -1978                                                                                                   | | 1                                                     |     |     |     |     |
| Pointe-Bleue                                                                                                 | Catholique                                                                                                   | Pointe-Bleue                                                                                                 | 1960 -1991                                                                                                   | | -                                                     |     |     |     |     |
| Sept-Îles | Catholique                                                                                                   | Maliotenam                                                                                                   | 1952-1971 | | 1                                                     |     |     |     |     |
| | | | | |                                                       |     |     |     |     |
| Pensionnats de la Saskatchewan (19 pensionnats)                                                              | Pensionnats de la Saskatchewan (19 pensionnats)                                                              | Pensionnats de la Saskatchewan (19 pensionnats)                                                              | Pensionnats de la Saskatchewan (19 pensionnats)                                                              | Pensionnats de la Saskatchewan (19 pensionnats) | 622                                                   |     |     |     |     |
| Battleford                                                                                                   | Anglicane | Battleford                                                                                                   | 1883-1914 | | 41                                                    |     |     |     |     |
| Beauval | Catholique                                                                                                   | Beauval | 1897-1995 | En 1927, dix-neuf élèves et un enseignant meurent dans un incendie qui détruit l'école et les dortoirs. | 52                                                    |     |     |     |     |
| Cote Improved Federal Day School                                                                             | Presbytérienne                                                                                               | Kamsack | 1928-1940 | | -                                                     |     |     |     |     |
| Crowstand | Presbytérienne                                                                                               | Kamsack | 1889-1915 | En 1907, le directeur ramenait des enfants fugitifs en les attachant derrière sa calèche. En 1914, le directeur ne prend aucune mesure lorsqu'il découvre qu'un employé a des relations sexuelles avec des étudiantes. | -                                                     |     |     |     |     |
| File Hills                                                                                                   | Presbytérienne                                                                                               | Balcarres | 1889-1949 | Une étude de 1907 démontre que sur les trente-et-un élèves officiellement renvoyés de l'école depuis sa création, quinze étaient en réalité morts. | 6                                                     |     |     |     |     |
| Fort Pelly                                                                                                   | Catholique                                                                                                   | Fort Pelly                                                                                                   | 1905-1913 | | 2                                                     |     |     |     |     |
| Gordon’s | Anglicane | Punnichy (en)                                                                                                | 1888-1996 | En 1941, un garçon, craignant la discipline à l'école, est mort de froid après s'être enfui. En 1993, un ancien employé plaide coupable à la suite d'accusations d'agressions sexuelles contre des élèves de l'école et de la résidence Gordon de 1968 à 1984. | 46                                                    |     |     |     |     |
| Lac La Ronge puis All Saints                                                                                 | Anglicane | La Ronge | 1894-1997 | | 11                                                    |     |     |     |     |
| Lebret, Qu’Appelle, Whitecalf ou Saint Paul                                                                  | Catholique                                                                                                   | Lebret (en)                                                                                                  | 1884-1998 | | 56                                                    |     |     |     |     |
| Marieval (Cowesess ou Crooked Lake)                                                                          | Catholique                                                                                                   | Grayson (en)                                                                                                 | 1898-1997 | | 9                                                     |     |     |     |     |
| Muscowequan                                                                                                  | Catholique                                                                                                   | Lestock (en)                                                                                                 | 1889-1997 | | 22                                                    |     |     |     |     |
| Prince Albert                                                                                                | Anglicane | Prince Albert                                                                                                | 1894-1997 | | 11                                                    |     |     |     |     |
| Regina | Presbytérienne                                                                                               | Regina | 1890-1910 | | 55                                                    |     |     |     |     |
| Round Lake                                                                                                   | Presbytérienne                                                                                               | Stockholm (en)                                                                                               | 1887-1950 | En 1935, trois garçons s'enfuis de Round Lake ; deux rentrent chez eux, mais un meurt de froid. En 1949, la grange, une forge et trois greniers sont entièrement brûlé dans un incendie. | 4                                                     |     |     |     |     |
| Saint Anthony                                                                                                | Catholique                                                                                                   | Onion Lake (en)                                                                                              | 1894-1974 | L'école est détruite par un incendie à deux reprises : une fois en 1895 et une fois en 1928. En 1918, neuf enfants meurent de la grippe. | 116                                                   |     |     |     |     |
| Saint Michael                                                                                                | Catholique                                                                                                   | Duck Lake | 1894-1996 | En 1910, un agent des Indiens estime que 50% des enfants envoyés à l'école étaient morts de la tuberculose. | 102                                                   |     |     |     |     |
| Saint Phillip                                                                                                | Catholique                                                                                                   | Kamsack | 1928-1969 | Dans les années 1960, époque où les abus sexuels et physiques constituent un problème général à l'école, un surveillant d'école est licencié pour de mauvais traitements infligés aux élèves. | 2                                                     |     |     |     |     |
| Sturgeon Landing                                                                                             | Catholique                                                                                                   | Sturgeon Landing (en)                                                                                        | 1926-1952 | | 43                                                    |     |     |     |     |
| Thunderchild                                                                                                 | Catholique                                                                                                   | Delmas (en)                                                                                                  | 1901-1948 | L'école était surpeuplé et les enfants souffraient et mouraient souvent de diverses maladies, notamment la typhoïde, la péritonite, la scarlatine, la tuberculose, la jaunisse et la pneumonie. | 44                                                    |     |     |     |     |
| | | | | |                                                       |     |     |     |     |
| Pensionnats du Yukon (6 pensionnats)                                                                         | Pensionnats du Yukon (6 pensionnats)                                                                         | Pensionnats du Yukon (6 pensionnats)                                                                         | Pensionnats du Yukon (6 pensionnats)                                                                         | Pensionnats du Yukon (6 pensionnats) | 32                                                    |     |     |     |     |
| Carcross | Anglicane | Carcross | 1903-1969 | | 20                                                    |     |     |     |     |
| Coudert Hall                                                                                                 | Catholique                                                                                                   | Whitehorse                                                                                                   | 1960-1971 | En 1971, un éducateur de Coudert Hall est licencié à la suite de plaintes selon lesquelles il aurait agressé sexuellement des étudiants. Ce n'est qu'en 1990 qu'il est poursuivi et condamné pour ces agressions. | -                                                     |     |     |     |     |
| Saint Paul’s Hostel                                                                                          | Anglicane | Dawson City                                                                                                  | 1920-1943 | | 6                                                     |     |     |     |     |
| Saint John                                                                                                   | Anglicane | Shingle Point                                                                                                | 1929-1936 | | 5                                                     |     |     |     |     |
| Lee School                                                                                                   | Baptiste | Whitehorse                                                                                                   | 1947-1960 | | 1                                                     |     |     |     |     |
| Yukon Hall                                                                                                   | Fédérale | Whitehorse                                                                                                   | 1960-1985 | | -                                                     |     |     |     |     |
| | | | | |                                                       |     |     |     |     |
| Enfants disparus sans avoir été déclarés dans un pensionnat précis ni retrouvés dans les archives des écoles | Enfants disparus sans avoir été déclarés dans un pensionnat précis ni retrouvés dans les archives des écoles | Enfants disparus sans avoir été déclarés dans un pensionnat précis ni retrouvés dans les archives des écoles | Enfants disparus sans avoir été déclarés dans un pensionnat précis ni retrouvés dans les archives des écoles | Enfants disparus sans avoir été déclarés dans un pensionnat précis ni retrouvés dans les archives des écoles | 119                                                   | 119 | 119 | 119 | 119 |

## Anciens élèves connus
- Joséphine Bacon (Pensionnait de Sept-Îles, Maliotenam)
- Matthew Coon Come (Pensionnat autochtone de La Tuque)
- Romeo Saganash (Pensionnat autochtone de La Tuque)
- Abel Bosum (Pensionnat autochtone de La Tuque)
- Mary Simon (Foyer fédéral de George River, Kangirsualujjuaq)

### Filmographie
Liste des films consacrés aux pensionnats pour Autochtones au Canada (en)
- Where the Spirit Lives (en), film télévision de Bruce Pittman (1989)
- Sleeping Children Awake (en), film documentaire de Rhonda Kara Hanah (1992)
- Unrepentant, film documentaire de Louie Lawless (2006)
- Our Spirits Don't Speak English (en), film documentaire de Chip Richie (2008)
- We Were Children (en), film documentaire de Tim Wolochatiuk (2012)
- Cheval indien, de Stephen Campanelli (2017)
- Tuer l'Indien dans le cœur de l'enfant, film documentaire de Gwenlaouen Le Gouil (2020)

### Séries
- Pour toi Flora, production de Radio-Canada écrite et réalisée par Sonia Bonspille Boileau (2022)

### Romans
Liste des publications consacrées aux pensionnats pour Autochtones au Canada (en)
- Jeu blanc de Richard Wagamese (2017)
- Le vent en parle encore de Michel Jean (2015)

### Théâtre
Liste des pièces de théâtre consacrées aux pensionnats pour Autochtones au Canada (en)

#### Situations comparables
- États-Unis : Pensionnats pour Autochtones aux États-Unis
- Suisse : Enfants placés
- Yéniches : Les Enfants de la grand-route (Pro Juventute)
- Aborigènes d'Australie : Générations volées, National Sorry Day, Guerres de l'histoire
- Enfants réunionnais : Enfants de la Creuse (Bumidom), Famille d'accueil
- Israël : Affaire des enfants yéménites
- Espagne : Affaire des enfants volés du franquisme
- Empire ottoman : Devchirmé
- Adoption forcée d'enfants via l'Église catholique en Belgique

#### Droit international
- Anthropologie juridique, Coutume, Savoirs traditionnels
- Peuple autochtone, Droit des peuples autochtones (Déclaration des droits des peuples autochtones)
- Doctrine de la découverte, Terra nullius, Colonialisme, Colonisation, Décolonisation, Néo-colonialisme, Droit des peuples à disposer d'eux-mêmes

#### Bulles papales
- Dum diversas (1452), Romanus pontifex (1455), Aeterni regis (1481), Dudum siquidem (1493), Inter caetera (1493).

#### Études théoriques
- Études postcoloniales, Études décoloniales, Guerres de l'histoire